# Paraplatytes eberti
Paraplatytes eberti là một loài bướm đêm trong họ Crambidae.